# Дядечко Бак
«Дядечко Бак» (англ. «Uncle Buck») — американський комедійний фільм 1989 року з Джоном Кенді у головній ролі. Автор сценарію та режисер Джон Г'юз.

## Сюжет
Ледачого, доброзичливого дядечка-холостяка просять подбати про племінників на час сімейної кризи їхніх батьків. До дядька Бака ті звернулися від відчаю: більше залишити дітей немає з ким. Але трохи везіння, багато любові і дядько Бак зуміє всіх здивувати у цій душевній, милій комедії.

## У головних ролях
- Джон Кенді — Бак Рассел
- Джин Луїза Келлі — Тіа Рассел
- Ґабі Хоффман — Мейзі Рассел
- Маколей Калкін — Майлз Рассел
- Емі Медіґен — Шеніз Коболовскі
- Ілейн Бромка — Сінді Рассел
- Ґарретт М. Браун — Боб Рассел
- Лорі Меткалф — Марсі Далґрен-Фрост
- Джей Андервуд — Баґ

## Прем'єри
| Країна     | Дата виходу    |
| ---------- | -------------- |
| США        | 16 серпня 1989 |
| Австралія  | 21 грудня 1989 |
| Аргентина  | 21 грудня 1989 |
| Нідерланди | 23 травня 1990 |
| Португалія | 25 травня 1990 |
| Філіппіни  | 26 червня 1990 |
| Німеччина  | 18 квітня 1991 |
| Іспанія    | 14 червня 1991 |
| Угорщина   | 2 серпня 1991  |

## Цікаві факти
- Джон Г'юз стверджував, що сцена, в якому герой Маколея Калкіна розмовляє через поштовий отвір в дверях будинку з нянею (Емі Медіґен), що прийшла доглянути за дітьми, подала ідею для створення різдвяної комедії «Сам удома».
- Дені ДеВіто розглядався на роль Бака Рассела.
- Знімання фільму проходили в штатах Іллінойс та Вісконсин.